# Гай Лелий
 Тази статия е за римския консул от 190 пр.н.е..  За неговия син вижте Гай Лелий (консул 140 пр.н.е.).  
Гай Лелий (на латински: Gaius Laelius; 235 пр.н.е. – 160 пр.н.е.) e политик на Римската република и приятел на Сципион Африкански Старши.
Той участва в походите на Сципион в Испания през 210 – 206 пр.н.е. През 209 пр.н.е. занася съобщението за завземането на Нов-Картаген в Рим. През 205 пр.н.е. отива в Северна Африка. Лелий е в регион на Hippo Regius и прави богата плячка.
Гай Лелий е през 202 пр.н.е. квестор, през 197 пр.н.е. e плебейски едил, 196 пр.н.е. претор в Сицилия. През 190 пр.н.е. става консул заедно с Луций Корнелий Сципион Азиатски, брат на приятеля му. Занимава се с организацията на току-що завоюваната територия в Горна Италия (Цизалпийска Галия, Gallia cisalpina): Пиаченца и Кремона са заселени отново и се основава нова колония в Болоня.
През 174 и 170 пр.н.е. отива като посланик при Персей от Македония и при келтите в Източните Алпи и снабдява през 160 пр.н.е. историка Полибий с информации.
Неговият син със същото име e приятел с младия Сципион.